# Maurice Desaymonet
Maurice Desaymonet   (14è districte de París, 24 de juny de 1921 - Antony, 4 de novembre de 2015) fou un jugador de bàsquet francès que jugava en la posició d'aler.
El 1948 va prendre part en els Jocs Olímpics de Londres, on guanyà la medalla de plata en la competició de bàsquet. El 1949 guanyà la medalla de plata al Campionat d'Europa de bàsquet que es disputà a Egipte. Entre 1948 i 1950 jugà 28 partits amb la selecció francesa. A nivell de clubs jugà amb el Championnet Sports, amb qui guanyà la lliga francesa de 1945.